# Trilogia Realista
A crítica moderna chama de trilogia realista os três romances que marcaram um novo estilo na obra de Machado de Assis, a saber Memórias Póstumas de Brás Cubas (1881), Quincas Borba (1891) e Dom Casmurro (1899), e que decisivamente também inovaram a literatura brasileira, introduzindo o Realismo no Brasil e precedendo outros elementos da literatura contemporânea.
Embora seja chamada de "realista", os críticos não deixam de notar que a riqueza de gêneros e elementos nessas obras também adere resíduos do Romantismo e impressionistas. Além disso, nessas obras Machado de Assis não compactua com o esquematismo determinista dos realistas, nem procura causas muito explícitas ou claras para a explicação das suas personagens e situações. Para os críticos, os três livros asseguraram ao autor o acesso à posteridade, além de serem considerados por alguns como os melhores de toda a sua obra.

## Inovação
A publicação de Memórias Póstumas de Brás Cubas, o primeiro romance da trilogia, marcou uma nova espécie de texto na literatura nacional e também rara na universal. Machado de Assis rompe com duas tendências literárias dominantes de seu tempo: a dos realistas que seguiam a teoria de Flaubert, do "romance que narra a si próprio" e que apaga o narrador atrás da objetividade da narrativa; e a dos naturalistas que, na esteira de Zola, pregavam o "inventário maciço da realidade", observada nos menores detalhes. Ao invés disso, Machado de Assis constrói um livro em que cultiva o incompleto, o fragmentário, intervindo na narrativa para conversar diretamente com o leitor e comentar o próprio romance e suas personagens e fatos.

## Características
Como nota José Guilherme Merquior, os estilos dos livros assemelham-se numa coisa: "capítulos curtos, marcados pelos apelos ao leitor em tom mais ou menos humorístico e pelas digressões entre graves e gaiatas". Além disso, os críticos não deixam de notar que os três livros criticam a sociedade do seu tempo:
- Memórias Póstumas de Brás Cubas tece críticas aos beneficiários da escravidão no Segundo reinado, ricos, que não trabalhavam e que por isso lutavam e esperavam sua herança familiar, personificados no personagem Brás Cubas e nos outros;[5][6][7]
- Dom Casmurro — que recebeu diversas interpretações ao longo do tempo — provavelmente é a obra machadiana que mais tenha sido interpretada de maneiras diferentes e vastas, destaque para a interpretação feminista de Helen Caldwell, mas a maioria dos críticos concordam que a obra, por um lado, retrata um brasileiro entre o liberalismo e as antigas tradições da monarquia escravocrata, e, por outro lado, destrói a imagem da amada, Capitu, que seria símbolo de um novo tempo e um risco ao status quo, por ser menina pobre, livre e inteligente (embora alguns poucos tenham afirmado que ela realmente o traiu);[8][9][10]
- e, por fim, Quincas Borba, cuja crítica mais explícita é ao cientificismo e à lei do mais forte e da seleção natural (muito famosa na época, por influência de Charles Darwin), através do filósofo Quincas Borba, teórico do fictício Humanitismo, onde o homem mais esperto recebe vantagem sobre o menos esperto nas sociedades.[11][12]

Há críticos que também se focam nos temas e elementos de existencialismo, reflexão e afins que essas obras possuem. De fato, a trilogia foi muito influenciada por filósofos como Blaise Pascal, Montaigne e Schopenhauer.